# Villa Ravera
La villa Ravera (connue aussi sous le nom de Villa Demaria) est une ancienne villa d'Ivrée au Piémont.

## Histoire
La villa est construite en 1897 selon le projet conçu par l'ingénieur Baraggioli à la demande de Federico Demaria, médecin à l'hôpital d'Ivrée et épouse d'Angela Baratti, appartenant à la très connue famille de pâtissiers des Baratti,. Les travaux de construction sont exécutés par l'entreprise Pilatone. Le corso Costantino Nigra, sur lequel on trouve la villa, est à cette époque une des rues de la ville les plus intéressées par le développement immobilier, en étant en fait l'artère qui relie, en passant par le ponte Nuovo, le centre historique d'Ivrée à sa gare.
Pendant l'occupation nazie et fasciste de l'Italie du Nord, la villa est le siège du commandement allemand en poste dans la ville. La proximité de la villa du pont ferroviaire, toutefois, n'empêche pas la réussite du plan des partisans de faire sauter le pont, en interrompant de cette façon la ligne de Chivasso à Aoste.
En 1946 la famille Ravera vende la propriété à Filippo Bertoletti, propriétaire d'une manufacture de parapluies d'Ivrée. Ce dernier est obligé à son tour de vendre l'immeuble pour s'acquitter de ses dettes. La villa est donc achetée par les Oderio pour leur fille Olga, qui épouse le cardiologue Mario Ravera dont la maison porte le nom. Leurs enfants y habitent encore aujourd'hui.

## Description
La villa se trouve sur le corso Costantino Nigra, du côté opposé au palais Ravera. La propriété borde au nord le jardin de la villa Luisa.

Le bâtiment présente un style éclectique d'inspiration néo-Renaissance.

## Galerie d'images

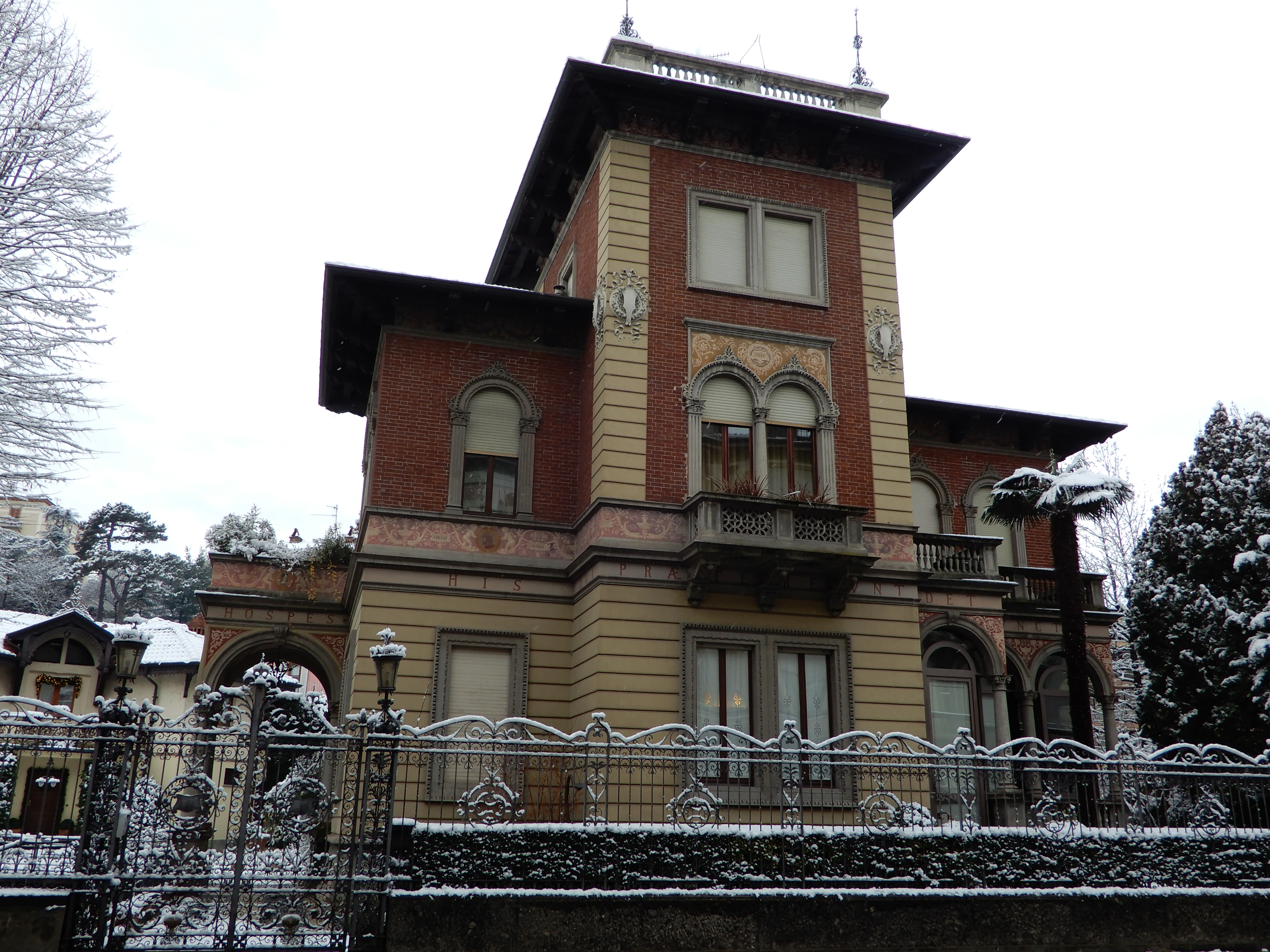
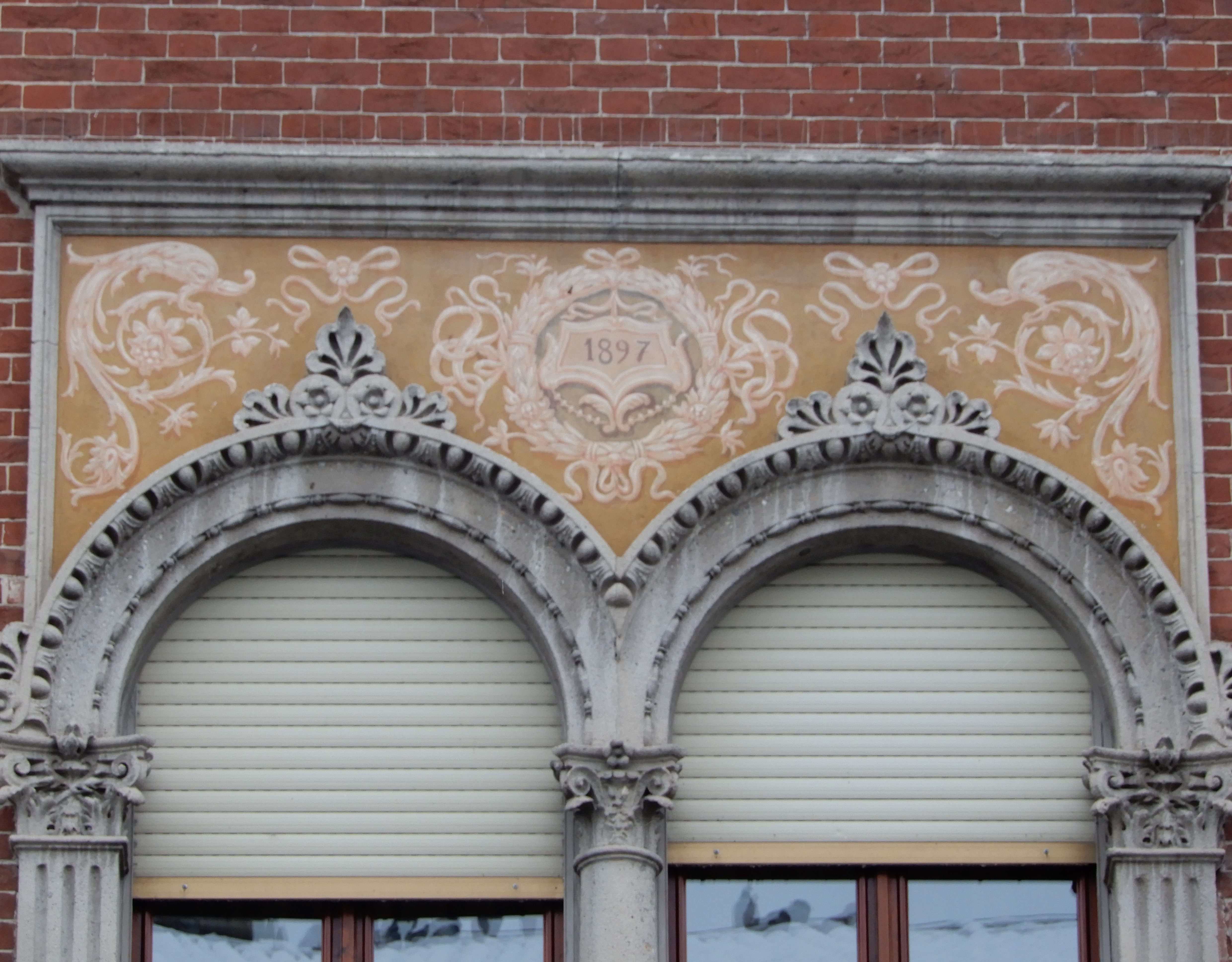
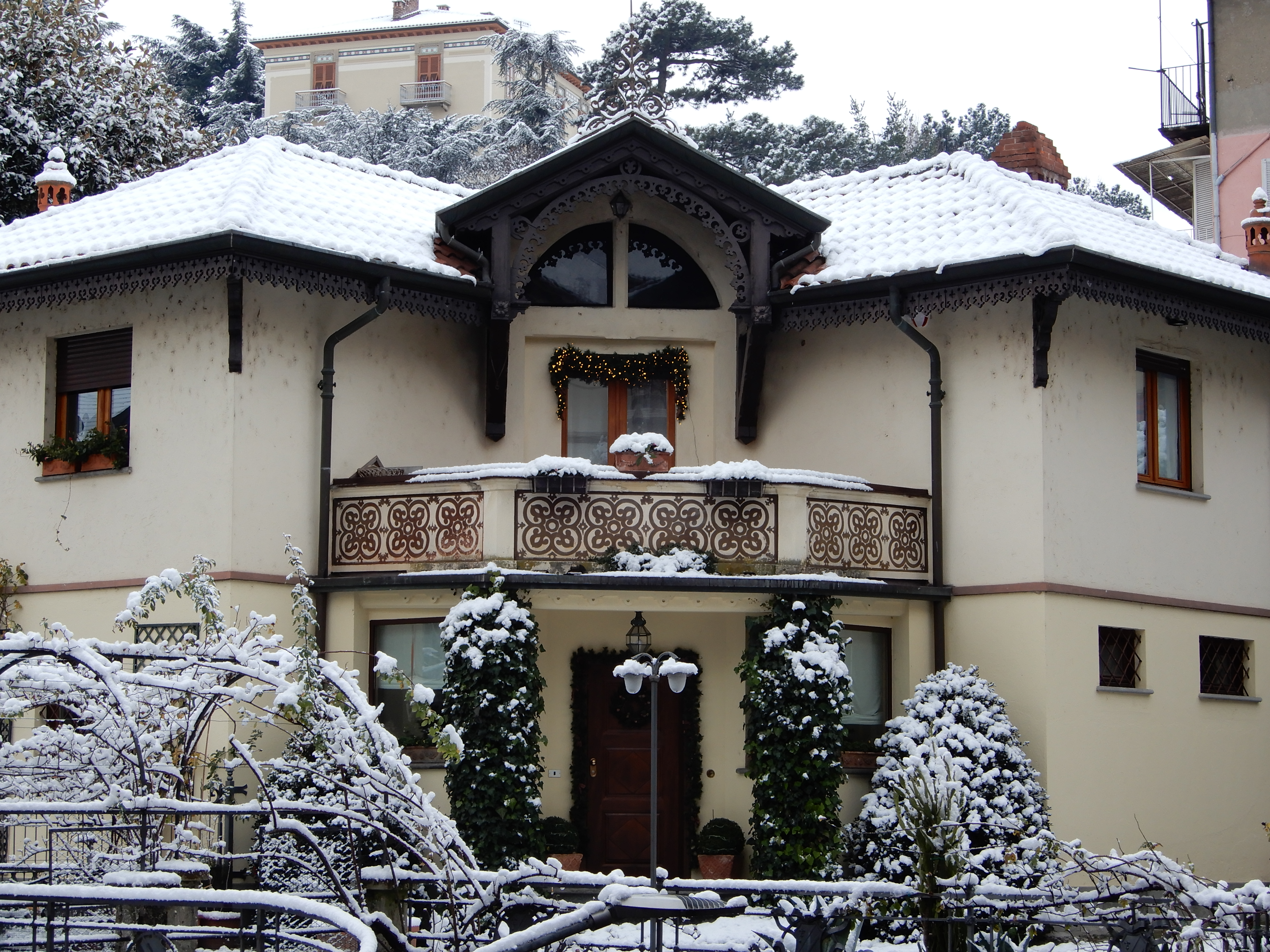